# Helena av Znojmo
Helena av Znojmo, född 1141, död 1202/06, var en hertiginna av Polen; gift med hertig Kasimir II av Polen.
Hon var dotter till den böhmiske prinsen hertig Konrad II av Znojmo och den serbiska prinsessan Maria av Rascia. Helena var Polens regent som förmyndare för sina söner från 1194 till 1199 eller 1200. Helena beskrivs som en person med "större visdom än kvinnor vanligen har".  